# Duberria rhodesiana
Duberria rhodesiana — вид змій родини Pseudoxyrhophiidae. Ендемік Мадагаскару.

## Поширення і екологія
Duberria rhodesiana мешкає на північному сході Зімбабве. Вони живуть на високогірних луках і вологих саванах, на висоті понад 1000 м над рівнем моря. Живляться равликами.